# Mirbelia aotoides
Mirbelia aotoides es una especie de planta floral del género Mirbelia, familia Fabaceae, orden Fabales.

## Distribución
Se distribuye por Queensland, Australia.

## Taxonomía
Fue descrita por F. Muell. y publicada en Trans. & Proc. Philos. Inst. Victoria 3: 53 (1859).